# Jan Petrov
Mgr. et Mgr. Jan Petrov, Ph. D., LL.M., (* 23. února 1981) je český právník, bývalý ředitel Justiční akademie. Je absolventem Právnické fakulty Univerzity Karlovy a Fakulty sociálních věd Univerzity Karlovy, obor ekonomie a finance. Titul L.L.M získal jako stipendista Fulbrightova nadace na New York University School of Law v oboru Business Law.

## Právní praxe
Začínal jako asistent předsedkyně Nejvyššího soudu ČR, v oblasti investičního bankovnictví pracoval ve společnosti Wood&Company, roční právní praxi získal jako koncipient společnosti Weil Gotshal and Manges.
Je členem rekodifikační komise pro přípravu občanského zákoníku, Komise pro aplikaci nové civilní legislativy (KANCL).

## Justiční akademie
Od dubna 2011 do května 2014 byl ředitelem Justiční akademie. Pod jeho vedením akademie pracovala na klasických i inovativních vzdělávacích programech, především v oblastech ekonomického vzdělání soudců, rekodifikace občanského a obchodního práva, i v dovednostech jako akademické psaní.
Je přispívatelem odborného blogu Jiné právo, zajímá se především o obchodní právo a problematiku náhrady škody.